# Kirił Ananiew
Kirił Ananiew (né le 2 juillet 1955 à Sofia) est un homme politique et économiste bulgare, ministre des Finances de janvier à mai 2017 et de juillet 2020 à mai 2021. 
Il est notamment ministre de la Santé du gouvernement Borissov III de 2017 à 2020.

## Biographie
Après une carrière en tant que vice-ministre, puis ministre des Finances, Ananiew est proposé comme ministre de la Santé en 2017 après la démission de Nikolaï Petrov ; sa candidature est validée le 10 novembre, date à laquelle il devient effectivement ministre.